# Хорюл (община)
Община Хорюл (словен. Občina Horjul) — одна з общин в центральній Словенії. Адміністративним центром є місто Хорюл. Розташована в передгір'ях Альп.

## Населення
У 2010 році в общині проживало 2882 осіб, 1431 чоловіків і 1451 жінок. Чисельність економічно активного населення (за місцем проживання), 1258 осіб. Середня щомісячна чиста заробітна плата одного працівника (EUR), 916,28 (в середньому по Словенії 966.62). Приблизно кожен другий житель у громаді має автомобіль (54 автомобілів на 100 жителів). Середній вік жителів склав 40,1 роки (в середньому по Словенії 41.6). 